# 虞光裕
虞光裕（1918年—1970年），男，江苏金坛人，中国航空发动机专家，曾任沈阳航空发动机设计研究所总设计师，第三届全国人大代表。